# Rock'n with Father Mike
Rock'n With Father Mike is een split-ep van de Amerikaanse punkbands Anti-Flag en The Bad Genes. Het bevat enkele van de vroegste opnames van Anti-Flag en werd uitgegeven in 1993 door het kleine label Ripe Records, vlak nadat de band opgericht was. Er bestaan drie versies van het album: een met roze artwork, een met gele artwork, en een met lichtblauwe artwork.

## Nummers
Kant A (Anti-Flag)
1. "I Don't Want To Be Like You" - 3:20
2. "Fuck the Pope" - 2:08

Kant B (The Bad Genes)
1. "Salute" - 1:55
2. "Chords That Cut" - 4:00

## Muzikanten
Anti-Flag
- Justin Sane - gitaar, zang
- Andy Flag - basgitaar, zang
- Pat Thetic - drums